# 1809 en Lorraine
Chronologie de la Lorraine
- 1805
- 1806
- 1807
- 1808
- 1809
- 1810
- 1811
- 1812
- 1813

Cette page est une liste d'événements qui se sont produits durant l'année 1809 en Lorraine.

## Événements
- Joseph Desaux, conseiller de préfecture sous le Consulat, est élu député de la Meuse, il siège jusqu'en 1815.
- Jean-Joseph Paillet est élu député de la Meuse, il siège jusqu'en 1815.
- Fondation de l'académie de Nancy (pour la Meurthe, la Meuse et les Vosges) et l'académie de Metz (pour la Moselle). Elles sont toutes deux supprimées en 1848[1].

## Naissances

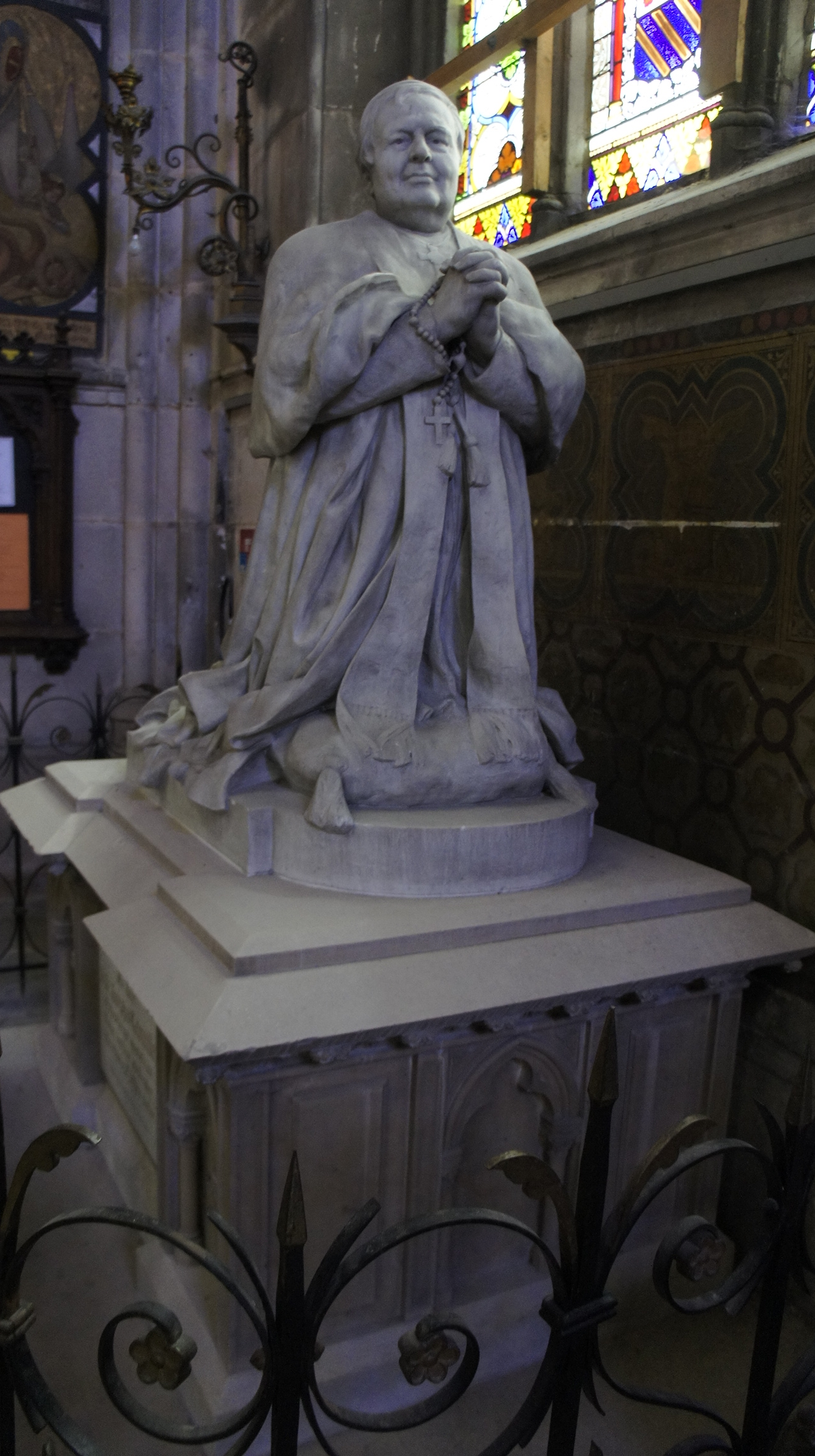
Joseph Trouillet

- 2 février à Dieuze (Meurthe) : Pierre Vogin, homme politique français décédé le 21 décembre 1882 à Bastia (Haute-Corse).
- 7 mai à Lunéville : Antoine Hector Thésée Treuille de Beaulieu, mort à Paris le 24 juillet 1886, polytechnicien, artilleur et inventeur auquel on doit certains progrès de l'armement, notamment le mousqueton Treuille de Beaulieu et la machine à rayer les canons[2].
- 13 juin à Bouxières-aux-Chênes : Anne-Marie-Joseph-Albert de Circourt, mort le 13 juin 1895 à Paris 17e[3], historien français.
- 16 juillet à Vatimont (Moselle) : Gustave Rolland est un homme politique français décédé le 23 avril 1871 à Versailles (Yvelines).
- 24 septembre à Lixheim (en Meurthe jusqu'en 1871, aujourd'hui en Moselle) : Joseph Trouillet,  mort le 12 mars 1887, à Nancy (Meurthe), homme d’Église et un bâtisseur éminent de l'ancien département de la Meurthe.
- 14 octobre à Neufchâteau : Nicolas Liez, mort le 30 août 1892 à Dresde en Allemagne, peintre, un sculpteur et un dessinateur luxembourgeois notamment connu pour ses lithographies illustrant le Grand-Duché ainsi que pour ses peintures à l'huile de la ville de Luxembourg[4].
- 17 octobre à Lunéville : Jules Tréfousse, mort le 6 septembre 1894[5], homme d'affaires français, notamment connu pour avoir fondé et développé la Ganterie de Chaumont et comme maire de Chaumont (Haute-Marne).
- 13 décembre à Metz : Alexis Charles de Wendel est un entrepreneur et un homme politique français, mort à Paris le 15 avril 1870 (en son hôtel de la rue de Clichy).

## Décès

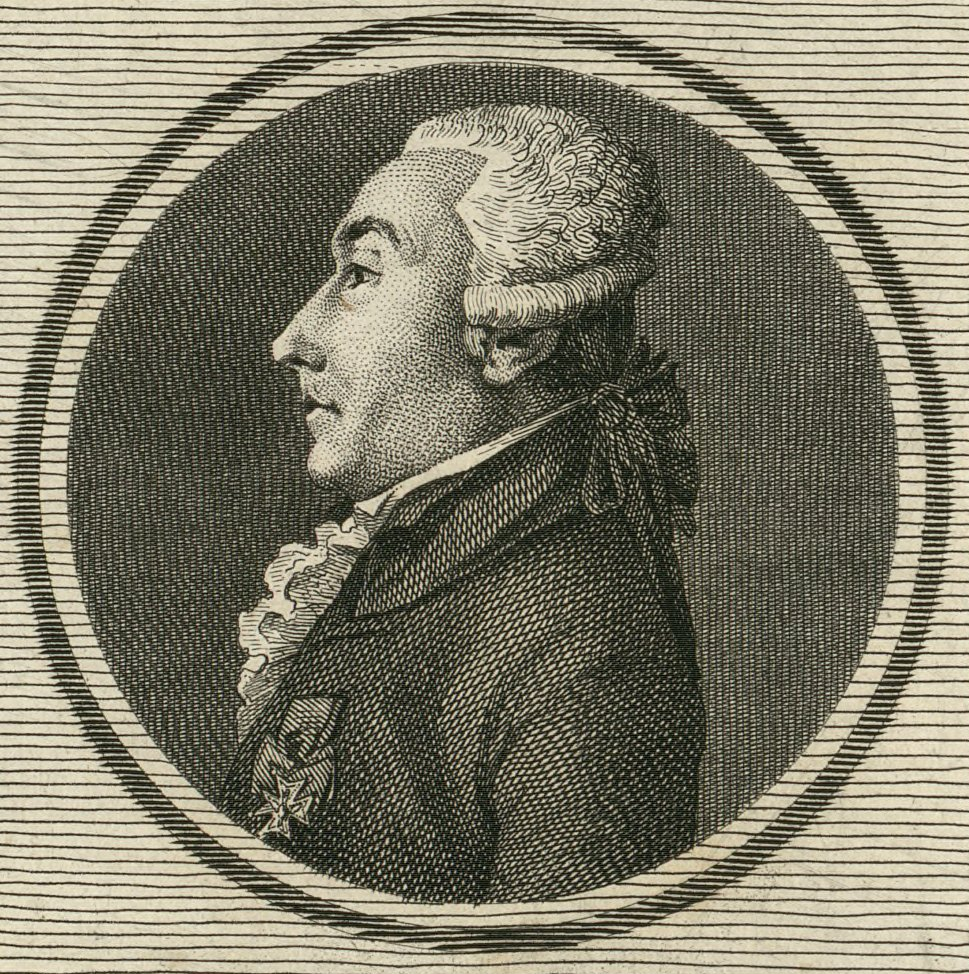
Joseph-Maurice de Toustain-Viray

- 30 janvier à Metz : Jean Pierre Goullet de Latour (né en 1730), général d'artillerie français qui a participé à la Guerre d'indépendance des États-Unis.
- 29 mars à Toul : Dominique Jacob, homme politique français né le 5 janvier 1735 à Nancy (Meurthe-et-Moselle).
- 4 avril à Nancy : Joseph-Maurice, comte de Toustain-Viray, né le 22 septembre 1728 à Nancy (Meurthe-et-Moselle),  général de brigade et homme politique français.
- 15 avril : René Bernard Chapuis, dit Chapuy, né le 18 juin 1746 à Nancy (Meurthe-et-Moselle), général français de la révolution française.
- 3 août, à Metz : Jean François Blouet (1745-1809) est un avocat et un journaliste de la période révolutionnaire.
- 22 novembre à Cattenom en Moselle : Charles Bertin Gaston Chapuis de Tourville, né le 4 janvier 1740 à Hettange-Grande, en Moselle, est un général de division de la Révolution française.